# LXC

LXC està suportat per libvirt

LXC (Linux Containers) és una tecnologia de virtualizació en el nivell de sistema operatiu (SO) per a Linux. OpenVZ permet que un servidor físic executi múltiples instàncies de sistemes operatius aïllats, coneguts com a Servidors Privats Virtuals (SPV o VPS en anglès) o Entorns Virtuals (EV). LXC no proveeix d'una màquina virtual, més aviat proveeix d'un entorn virtual que té el seu propi espai de processos i xarxes.
És similar a altres tecnologies de virtualizació al nivell de SO com OpenVZ i Linux-VServer, així mateix s'assembla a altres eines de sistemes operatius com FreeBSD jail i Solaris Containers.
LXC es basa en la funcionalitat de cgroups del Linux que està disponible des de la versió 2.6.29, desenvolupada com a part de LXC. També es basa en altres funcionalitats d'aïllament d'espai de nombres, que van ser desenvolupades i integrades dins de la línia principal del nucli de Linux.